# 德州電鋸殺人狂
《德州電鋸殺人狂》（英語：The Texas Chain Saw Massacre）是一部於1974年上映的美國恐怖電影，由陶比·胡柏執導，並與金·漢高爾共同撰寫劇本。由瑪莉蓮·柏恩絲、保羅·A·帕庭、愛德溫·尼爾、岡納·韓森和吉姆·席道主演。講述一群年輕人前往德州收拾遭到破壞的祖墳，隔壁農舍卻住著一群可怕的殺人魔家族虎視眈眈的想要對他們展開一場殺人盛宴。
本電影作為一個真實事件改編吸引更多觀眾，並成為70年代恐怖電影一股微妙的評論風波，然而電鋸狂魔「皮臉」的角色形象與生活細節受到現實生活兇手艾德·蓋恩的罪刑啟發。胡柏製作這部電影不到30萬美元，並使用一些相對不太具知名度的演員，主要來自德克薩斯州中部。在有限的預算內迫使胡柏每週七天長時間拍攝，以便盡可能快地完成，並降低設備租金成本。
由於這部電影有不少暴力內容，胡柏在努力的尋找分銷商，最後由布萊恩斯頓發行公司的路易斯·佩拉諾最終購買了分銷權。胡柏盡量減少劇情中的血腥畫面以希望確保評估為「PG」級，但美國電影協會（MPAA）將該電影評為「R」級，使該電影在國際電影上面臨很多困難。1974年10月發行的《德州電鋸殺人狂》在幾個國家被徹底禁止，許多劇院後來停止播放這部電影，以回應有關暴力事件的投訴。雖然最初得到評論家給予一些毀譽的評價，但是卻帶來巨大的利潤，在國內票房超過3000萬美元的收入。該電影重新得到正面極佳的評價，並贏得了「最偉大、最有影響力的恐怖電影」之一的聲譽。

## 劇情
莎莉·哈狄絲蒂和坐輪椅的哥哥富蘭克林得知祖父的墳墓遭惡意破壞後，和朋友傑瑞、寇克、潘一起到故鄉德州去處理這件事，並決定回哈狄絲蒂舊家一趟。途中，他們讓一個搭便車的人上車，那個人借用富蘭克林的小刀劃傷自己，然後用拍立得為他照相，並向他討錢。富蘭克林拒絕他之後，他把照片燒掉，並用自己的剃刀劃傷富蘭克林的左手，並被眾人趕下車。一行人繼續前進，抵達加油站後，老闆告訴他們油槽沒有油。
一行人來到故居，打算在油運到加油站後再折返，富蘭克林提到附近有個游泳池，潘和寇克朝那裡走去，途中他們發現一棟房子，寇克想向那戶人家打汽油，不料卻遭戴著人皮面具的啞漢「皮面人」突襲，被他用槌子打死。潘進屋子去找寇克後，發現一間堆滿骸骨的房間，驚嚇之餘也被皮面人抓住並以肉鉤刺穿，並被逼著看皮面人用電鋸屠宰寇克。日落時分，傑瑞在找寇克和潘時走到屋子附近，進屋後看見仍活著的潘被關在冰箱裡，在傑瑞反應過來之前，就被遭皮面人從後面用槌子偷襲而死。
夜幕降臨，莎莉和富蘭克林動身尋找三人，他們來到屋子附近的樹叢，突然皮面人從樹叢現身並手持電鋸將富蘭克林殺死，受到驚嚇的莎莉逃向屋子，在樓上發現一對老夫婦的乾屍，才驚覺這棟屋子是殺人魔的住處。她從窗戶跳下，並逃向加油站，加油站老闆先是安慰她，但後來將她綁起並裝上車，載到那棟屋子去，而搭便車的人（劇情揭露他是皮面人的兄弟）也隨車抵達。搭便車的人認出莎莉後，對她嘲弄一番。
三兄弟不斷折磨傷痕累累的莎莉，他們還把樓上的男性乾屍（三人的爺爺）搬下來，在他吸吮莎莉手指上的鮮血時，他們發現爺爺還活著。於是三人決定讓爺爺這個精通屠宰的高手殺死莎莉，三人嘗試讓爺爺的手握住槌子，並敲打莎莉的頭，但年邁的爺爺無法將槌子握住，使槌子不斷掉落數次。受傷的莎莉趕緊乘隙掙脫，跳窗逃離。皮面人和搭便車的人追著莎莉跑，但搭便車的人被對向卡車不小心撞死，皮面人用電鋸試圖攻擊下車查看狀況的卡車司機和莎莉，但卡車司機扔扳手打傷皮面人，導致皮面人重心不穩不小心將掉落的電鋸割傷自己的大腿，讓莎莉得以逃脫，她最後爬上一輛駛過此處的皮卡車，逃離了憤怒揮舞電鋸的皮面人。

## 演員
- 瑪莉蓮·柏恩絲（英语：Marilyn Burns） 飾 莎莉·哈狄絲蒂（Sally Hardesty）
- 保羅·A·帕庭（英语：Paul A. Partain） 飾 富蘭克林（Franklin）
- 艾倫·丹齊格（英语：Allen Danziger） 飾 傑瑞（Jerry）
- 威廉·維爾（英语：William Vail） 飾 寇克（Kirk）
- 泰莉·麥克米恩（英语：Teri McMinn） 飾 潘（Pam）
- 愛德溫·尼爾（英语：Edwin Neal） 飾 「搭車者」[註 4]諾本斯·索耶（The Hitchhiker Nubbins Sawyer）
- 吉姆·席道（英语：Jim Siedow） 飾 德雷頓·索耶（Drayton Sawyer）
- 岡納·韓森（英语：Gunnar Hansen） 飾 「皮臉」（Leatherface）
- 約翰·杜根（英语：John Dugan） 飾 祖父索耶（Grandfather Sawyer）
- 約翰·拉羅奎特（英语：John Larroquette） 飾 旁白（Narrator）

## 發展
《德州電鋸殺人狂》的概念出現在20世紀70年代初，而陶比·胡柏則是德克薩斯州大學奧斯汀分校的電影導演助理，並擔任紀錄片攝影師。他開發了一部擁有隔離、樹林、黑暗元素的故事。他認為聖安東尼奧新聞媒體的暴力報導是電影的靈感，並在20世紀50年代威斯康辛州的連環殺手艾德·蓋恩的情節的成為基礎元素。蓋恩事件啟發了其他恐怖片，如《驚魂記》（Psycho）和《沉默的羔羊》（The Silence of Lambs）。在開發過程中，胡柏使用了「Headcheese」與「Leatherface」來作為工作標題。

### 選角

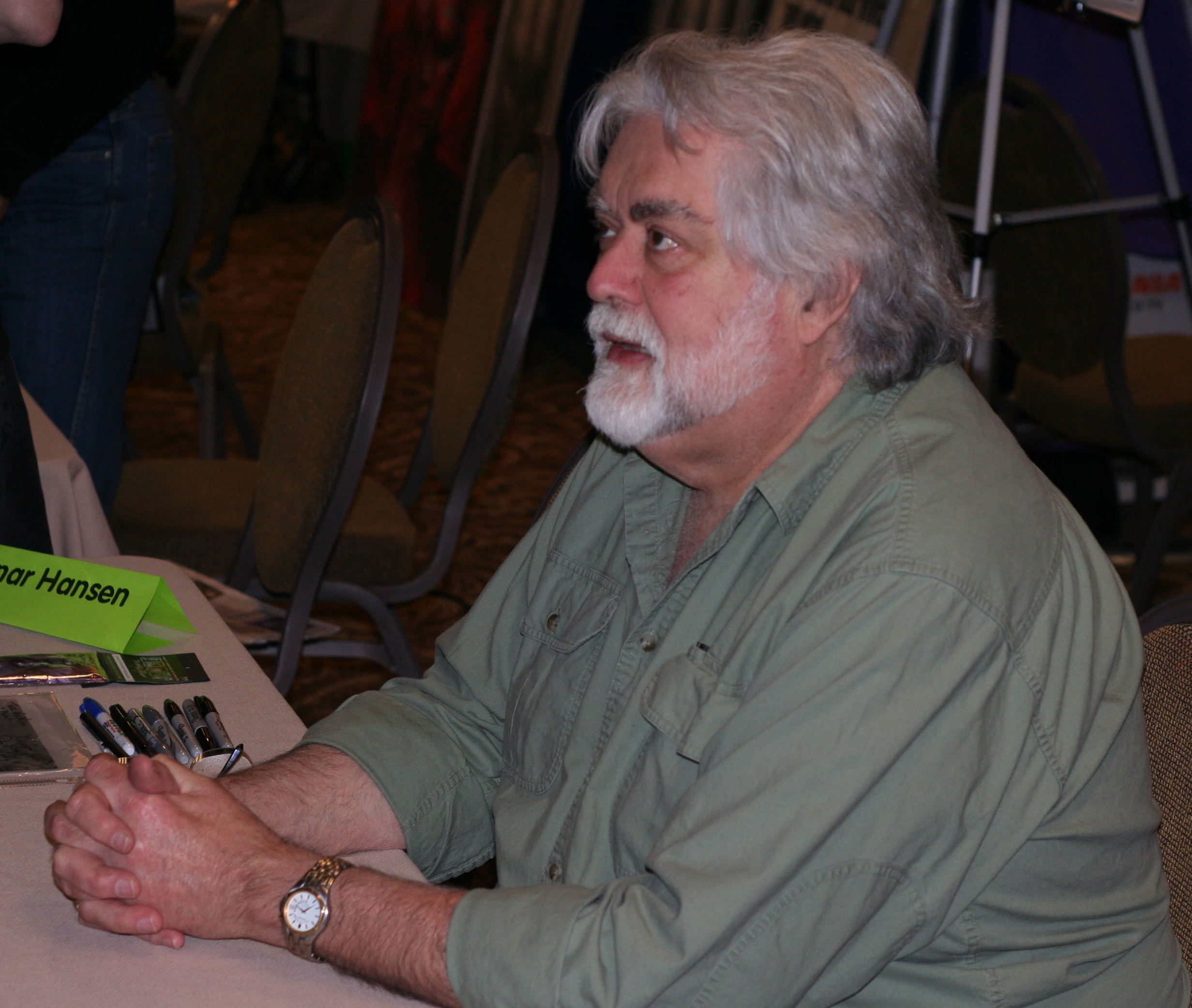
演員岡納·韓森尋求特殊學校內孩子們的靈感來為飾演「皮臉」（Leatherface）作準備

當時的許多演員都是比較不知名的演員，都是曾在德州廣告與電視節目中發揮的演員，和舞台表演，以及胡柏認識的表演者，如：艾倫·丹齊格與吉姆·席道，參與電影推動了其中一些人進入了電影業。主角莎莉的演員是瑪莉蓮·柏恩絲，曾經在舞台上出現過，並在UT Austin電影委員會工作，在那裡學習。泰莉·麥克米恩是與當地戲劇公司合作的學生，其中包括達拉斯劇院中心達拉斯劇院中心。對於她最後的回覆，她要求在劇中穿著短褲，並是所有演員中穿著最舒服的服飾拍戲。
來自冰島的美國演員岡納·韓森被選定為飾演「皮臉」（Leatherface）。他認為皮臉是一名智能障礙者，從來沒有正確的學會說話。並研究他的性格準備他的角色，韓森訪問了一所特殊學校，並觀看了學生如何移動與說話。約翰·拉羅克特則短暫擔任電影開場的旁白。

### 拍攝

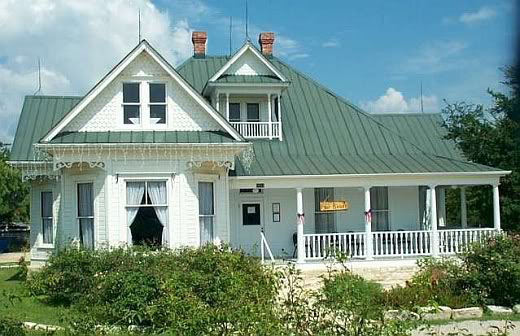
用於《德州電鋸殺人狂》的殺人魔家族的農舍，從拉弗特拉搬到德州金士蘭，並作為餐廳進行修復。

主要拍攝地點是位於德克薩斯州朗德羅克附近的快速山路的二十世紀初的農舍，現在位於La Frontera開發區。小型預算和對高成本設備租賃的擔憂意味著演員每週拍攝七天，每天最多16小時。環境潮濕，演員與劇組發現這是個艱苦的拍攝條件，當時7月26日，氣溫達到110°F（43°C）。韓森後來回憶得說：「拍攝時每天都有95度100度。他們不會洗我的衣服，因為他們擔心洗衣店可能會弄丟它，或者洗完後（套裝）會變色。他們沒有足夠的錢用於第二件服裝，所以我每天戴著[面具]12到16個小時，每週七天，持續一個月。」
《德州電鋸殺人狂》主要使用埃克萊爾NPR16毫米相機拍攝，當時細顆粒低速膜所要求的四倍光低於現代的數位相機。絕大多數的拍攝都是在農舍裡進行的，那裡裝滿了由動物骨頭構成的家具和用作室內裝潢的乳膠材料，以呈現人體皮膚的外觀。房子沒有空調設備，也很少有通風。劇組用當地屠宰場取得的動物血液覆蓋其牆壁。藝術總監羅伯特·柏恩斯開車到鄉下，收集了各種各式各樣的分解階段牛和其他動物的遺體，散落在房子的地板上。
此片特效簡單且預算有限。有些場景用了真實血液，例如：皮臉的爺爺的那個場景部分。劇組都很難以將道具血漿從管中流出，因此，柏恩絲的食指真的被剃刀割開。在拍攝的最後一天，柏恩絲的服裝上的道具血漿多到看起來像是固體。威廉·韋爾很擔心皮臉用電鋸斬首演員威廉·韋爾（寇克）的場景，韓森告訴韋爾停住別動，以免他真的被殺害，當時韓森正在使用的電鋸只差韋爾的臉3英寸（8厘米）。最後高潮的場景使用了真正的錘子，有些拍攝採用模型。但是，爺爺的演員仍瞄準了地板而不是受害者的頭腦，儘管如此，拍攝還是有點危險。胡柏在慶功宴上注意到所有演員都受到了一定程度的傷害，他說：「大家在製作結束後都很恨我，他們要花好幾年才能冷靜下來。」

### 後期製作
在製作期間，超過了原來的6萬美元預算。不同來源估計了不同的電影的最終成本，落到9萬3千美元到30萬美元之間的數字。一個電影製作小組天空派（Pie in the Sky）提供了23,532美元，換來了製片商Vortex 19％的股權。這讓漢高爾、胡柏和其餘的演員和劇組持有剩下40.5％的股份。德州電影委員會負責人沃倫·斯卡倫幫助確保與發行商布萊恩斯頓影業的分銷協議。1982年恐怖片《突變第三型》的製作人大衛·福斯特安排了一些布萊恩斯頓影業西海岸高管，並獲得了Vortex的1.5％的利潤和延期費用500美元。

## 發行
《德州電鋸殺人狂》拍攝結束後將近一年後於1974年10月1日於德克薩斯州奧斯汀首映。它在美國星期六下午日場開放，作為一個「虛構」的真實故事來幫助它吸引了廣泛的觀眾。1976年的8年後，它每年都會重新分配到電影院首播，用整個版面的廣告作為推銷。這部電影最終在美國和加拿大總共超過3000萬美元（1,440萬美元租金），使其成為1974年首次發行的第12名最高的電影，儘管它的預算很少。在1978年的另一部獨立電影中，約翰·卡本特的《月光光心慌慌》超越了其票房紀錄，共有4700萬美元。

## 發行後的版本

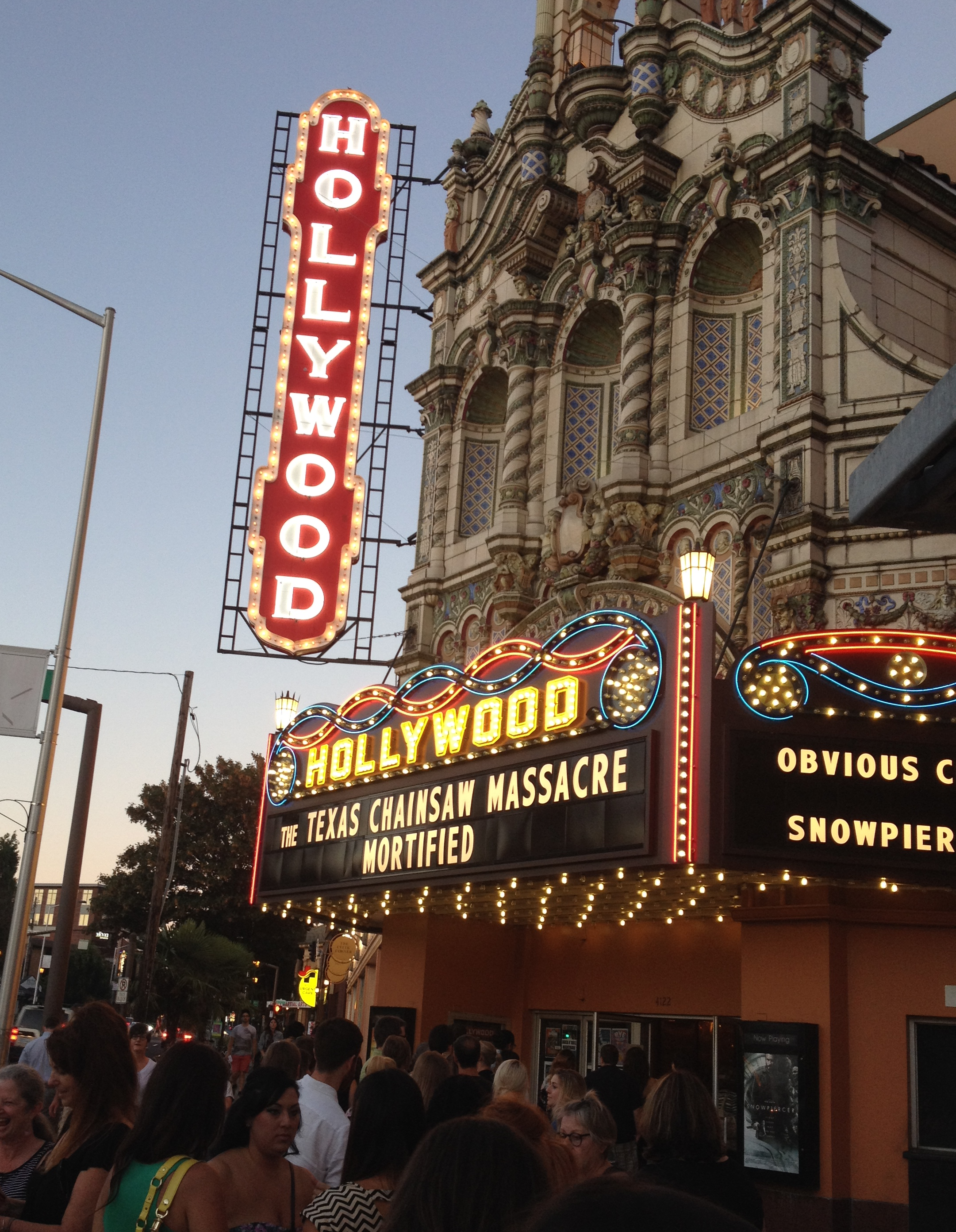
選在2014年7月奧勒岡州波特蘭好萊塢戲院重新上映的《德州電鋸殺人狂》。

《德州電鋸殺人狂》釋出各種家庭影片格式。在美國，它首先在20世紀80年代初由Wizard Video和Vestron Video公司發行了錄像帶與CED。英國電影分級委員會會長期以來一直拒絕對未經修改的戲劇版本認證，並於1984年也拒絕為家庭影片版本進行認證，因為電影處於涉及暴力的內容。在BBFC主任詹姆斯·弗爾曼於1999年退休後，董事會通過了18張證書，並通過電影未經戲劇與影片的分發，將近25年前的原始版本。《德州電鋸殺人狂》於1998年10月初在美國，與2000年5月在英國和2001年在澳大利亞發行。
2005年，該片從原來16釐米底片的A / B卷進行了2K解析度數位修復與全面修復，隨後在DVD和藍光上發行。在2014年，使用原始16釐米底片的A / B卷進行了4K解析度數位修復，並在入選2014年第67屆坎城影展導演雙週單元之後，在全球發布DVD與藍光版。在暗空影展上的「美國40週年紀念版」被提名為2015年土星獎最佳DVD / BD特別發行。
1982年，《德州電鋸殺人狂》不久之後，在美國家庭影院方面獲得了成功，Wizard Video發布了雅達利2600的電影改編遊戲。在比賽中，玩家擔任皮臉的角色，並試圖謀殺侵入者，同時避免障礙物如圍欄和牛的頭骨。作為第一個恐怖主題電影遊戲之一，《德州電鋸殺人狂》由於其暴力性質首次發布而引起爭議，結果賣得不好，因為許多遊戲商店拒絕存貨。
這部電影後面還有包括續集、重啟、前傳，續作《德州電鋸殺人狂2》，相當多的畫面比原來的暴力，在澳大利亞被禁止了20年，它是在2006年10月發行DVD的修訂特別版之前的版本。1990年《德州電鋸殺人狂3》第二個續集出現，胡柏沒有回歸執導，因行程與另一部電影《自燃》的衝突關係。《德州電鋸殺人狂再臨》由芮妮·齊薇格和馬修·麥康納主演，於1995年上映。雖然這兩部短暫講述前作的事件，但兩部的劇情卻成為了1974年原版的「原創劇情」。另一部「重啟新系列」《德州電鋸殺人狂 (2003年電影)》於2003年由白金沙丘和新線影業發行。緊接著是「重啟新系列」它的前傳《德州電鋸殺人狂：從頭開始》於2006年發行。第七部電影《德州電鋸殺人狂3D》於2013年1月4日發行，這是1974年原版電影的直接續集，與2003年或2006年的電影無關。前傳《人皮臉》是1974年版的前傳故事，於2017年9月21日在DirecTV獨家發行，之後在2017年10月20日北美影院有限上映與隨選視訊系統播映。。原作電影的另一部直接續集《德州電鋸殺人狂2022》也忽略了該系列中的所有其他電影，將於2022年2月18日在Netflix獨家發行。
科學院電影資料館收錄了《德州電鋸殺人狂》系列，其中收錄了超過50件作品，代表了許多電影原創元素。

## 備註
1. ↑  依照劇情為本作的前傳。
2. ↑  原版電影的直接續集。忽視本電影之後所有作品劇情。
3. ↑  另一部原版電影的直接續集。同樣忽視本電影之後所有作品劇情。[1]
4. ↑  「搭車者」或稱「搭便車的人」皆可。

## 外部連結
- The Texas Chainsaw Massacre: A Visit to the Film Locations （页面存档备份，存于）
- 互联网电影数据库（IMDb）上《德州電鋸殺人狂》的资料（英文）
- 爛番茄上《德州電鋸殺人狂》的資料（英文）
- 豆瓣电影上《德州電鋸殺人狂》的資料 （简体中文）
- Box Office Mojo上《德州電鋸殺人狂》的資料（英文）
- AllMovie上《德州電鋸殺人狂》的资料（英文）